# Leonard Frans Hubert Carl Ruland
Leonard Frans Hubert Carl Ruland (Aken (Dld.), 24 november 1826 - Vaals, 4 juli 1903) was een Nederlands politicus.
Ruland was een Limburgs Tweede Kamerlid dat van Duitse afkomst was. Hij was de zoon van een Duitse landeigenaar, Wilhelm Ruland, die in of na de Franse Tijd een deel van de Abdij van Burtscheid had verworven, alsmede hoeven te Holset en Raren. In 1866 kwam hij (de zoon) in Vaals wonen (zie Cereshoeve). Hij sprak toen nauwelijks Nederlands. Ruland werd al in hetzelfde jaar burgemeester van Vaals. Als Tweede Kamerlid was hij conservatief en behartiger van de Limburgse belangen. Hij sprak vrij weinig in de Kamer.